# Наталі Мартінез
Наталі Мартінес (англ. Natalie Martinez; нар. 12 липня 1984, Маямі) — американська акторка і фотомодель кубинського походження.

## Біографія
Наталі Мартінес народилася 12 липня 1984 року у місті Маямі, штат Флорида, США. 
У 2002 році вона закінчила середню школу Сент-Брендан одночасно з навчанням у приватній католицькій школі у Вестчестері, та розпочала роботу фотомоделлю. 
У квітні 2008 року здобула титул «Міс Дружелюбність» у конкурсі краси «Міс Флорида».

## Кар'єра
2006 знялася в серіалі «Будинок моди», 2007 року — у серіалі «Святі та грішники». Її дебютом у кіно стала роль Кейс, напарниці автогонщика Еймса у фільмі «Смертельні перегони». 
З 2010 до 2011 року знімалася в телесеріалі «Детройт 1-8-7». 
2012 року зіграла у фільмі «Патруль». 
З 2012 до 2013 року знімалася в серіалі «C.S.I.: Місце злочину Нью-Йорк». 
У 2013 році знялася у фільмі «Гниле місто». 
З 2013 по 2014 рік знімалася у серіалі «Під куполом». 
У 2015 році знялася у фільмі «Не в собі», у серіалах «Королівство» та «Секрети та брехня».
У вересні 2018 року було оголошено, що Мартінес з'явиться в головній ролі Чейз у науково-фантастичному мінісеріалі Netflix The I-Land. Мінісеріал вийшов 12 вересня 2019 року.
У 2024 році зіграла головну роль у серіалі AppleTV+ «Погана мавпа».

## Фільмографія
| Рік         | Назва                   | Оригінальна назва               | Роль                             |
| ----------- | ----------------------- | ------------------------------- | -------------------------------- |
| 2006        | Будинок моди            | Fashion House                   | Мішель Міллер                    |
| 2007        | Святі та грішники       | Saints & Sinners                | Пілар Мартін                     |
| 2008        | Смертельні перегони     | Death Race                      | Кейс                             |
| 2010        | Синки Тусону            | Sons of Tucson                  | Меггі                            |
| 2010        | Ельдорадо               | El Dorado                       | Марія Мартінес                   |
| 2010 — 2011 | Детройт 1-8-7           | Detroit 1-8-7                   | детективка Аріана Санчес         |
| 2012        | Спогади чарівного міста | Magic City Memoirs              | Мері                             |
| 2012        | Вдова-детектив          | Widow Detective                 | Мая Девіс                        |
| 2012        | Ізгої з Бейтауна        | The Baytown Outlaws             | Аріана                           |
| 2012        | Патруль                 | End of Watch                    | Габбі Завала                     |
| 2012 — 2013 | Місце злочину: Нью-Йорк | CSI: NY                         | детективка Джеймі Ловато         |
| 2013        | Гниле місто             | Broken City                     | Наталі Берроу                    |
| 2013 — 2014 | Під куполом             | Under the Dome                  | заступниця шерифа Лінда Есківель |
| 2014        | Матадор                 | Matador                         | Сальма                           |
| 2015 — 2016 | Королівство             | Kingdom                         | Алісія Мендес                    |
| 2015        | Секрети та брехня       | Secrets & Lies                  | Джесс Мерфі                      |
| 2015        | Не в собі               | Self/less                       | Меделін                          |
| 2015        | Воїн                    | Warrior                         | Кай Форрестер                    |
| 2016        | Земля                   | The Land                        | Евелін                           |
| 2016        | Послання від Кінга      | Message from the King           | Тріш                             |
| 2016        | Від заходу до світанку  | From Dusk Till Dawn: The Series | Амару                            |
| 2017        | В розшуку               | A.P.B.                          | Амелія Мерфі                     |
| 2017        | Злом                    | Keep Watching                   | Олівія, мачуха Джеймі            |
| 2018        | Переправа               | The Crossing                    | Ріс                              |
| 2019        | Назустріч темряві       | Into the Dark                   | Дженніфер Роббінс                |
| 2019        | UglyDolls               | UglyDolls                       | Меган                            |
| 2019        | Земля I                 | The I-Land                      | Чейз                             |
| 2019        | Битва біля Біг-Року     | Battle at Big Rock              | Маріанна                         |